# Улькен-Караойський сільський округ
Улькен-Карао́йський сільський округ (каз. Үлкен Қараой ауылдық округі, рос. Улькен-Караойский сельский округ) — адміністративна одиниця у складі Акжарського району Північноказахстанської області Казахстану. Адміністративний центр — село Баймирза.
Населення — 868 осіб (2021; 1412 у 2009, 2317 у 1999, 2925 у 1989).
Станом на 1989 рік існували Горьковська сільська рада (село Горьковське) та Новосельська сільська рада (село Комунізм). До 2021 року округ називався Новосельським.

## Склад
До складу округу входять такі населені пункти:
| Населений пункт   | Старі назви | Населення, осіб (1989) | Населення, осіб (1999) | Населення, осіб (2009) | Населення, осіб (2021) |
| ----------------- | ----------- | ---------------------- | ---------------------- | ---------------------- | ---------------------- |
| Горьковське, село | -           | 1453                   | 1330                   | 969                    | 653                    |
| Баймирза, село    | -           | 1472                   | 987                    | 443                    | 215                    |